# 垂头千里光
垂头千里光（学名：Senecio drukensis）是菊科千里光属的植物，为中国的特有植物。分布在中国大陆的西藏等地，生长于海拔2,950米至3,600米的地区，多生长在砂砾床、河边湿处和冷杉林边，目前尚未由人工引种栽培。